# The Last Hiding Place of Beauty
The Last Hiding Place of Beauty is een studioalbum van de Brit Paul Ellis. Ellis gaf met album uiting aan zijn vrees, dat de aarde er alleen maar lelijker (meer vervuild) op wordt. De titel wordt verklaard aan de hand van foto's van Pablo Magne, die vaker hoezen voor Groove ontwierp. Het album dat gedurende een aantal jaren is opgenomen, laat muziek horen die deels toe te schrijven is aan de Berlijnse School voor elektronische muziek, maar ook aan de richting ambient met een beetje new age. Het is voornamelijk rustige muziek met af en toe een meelopende sequencer. De mastering werd verzorgd door Ron Boots, zelf musicus binnen de stroming en medeoprichter van het platenlabel Groove Unlimited, waarop het album verscheen. Het album bevat, aldus Ellis, schoonheidsfoutjes om de muziek niet te clean te laten zijn. In de eerste compositie is een mellotronfluit te horen, hetgeen de muziek een enigszins symfonische-rockachtige klank uit de jaren zeventig geeft.

## Musici
- Paul Ellis

## Composities
Allen van Ellis:
1. The unveiliging ravenous evening (17:14)
2. The Last hiding place of beauty (16:24)
3. The note, the walk in the rain and the umbrella (16:24)
4. The hydroelectric spinning heart (10:21)